# Dichagyris nigrolineata
Dichagyris nigrolineata là một loài bướm đêm trong họ Noctuidae.